# Exército Real Sérvio
O Exército do Reino da Sérvia (em sérvio:  Војска Краљевине Србијеm, Vojska Kraljevine Srbije), também conhecido como Exército Real Sérvio, foi o exército do Reino da Sérvia que existiu entre 1882 e 1918, sucedendo as Forças Armadas do Principado da Sérvia e precedendo o Exército Real Iugoslavo.

## Organização

### Exércitos de campanha
Fonte: 
- Primeiro Exército
- Segundo Exército
- Terceiro Exército
- Exército de Timok
- Exército de Užice

## Conflitos
| Conflito                                                 | Aliados | Oponentes | Resultado |
| -------------------------------------------------------- | --- | --- | --- |
| Guerra Servo-Búlgara (1885)                              | Áustria-Hungria (suporte) | Principado da Bulgária                                                                                       | Derrota - Tratado de Bucareste (1886), retorno à situação anterior à guerra - Reconhecimento da unificação da Rumélia Oriental com a Bulgária |
| Primeira Guerra Balcânica (1912–1913)                    | - Reino da Bulgária - Reino da Grécia - Reino de Montenegro - Reino da Itália (voluntários) - Albaneses (voluntários) - Armênios (voluntários) - Império Russo (suporte) | - Império Otomano - Circassianos - Albaneses (voluntários e irregulares) - Áustria-Hungria (suporte)         | Vitória - Tratado de Londres - Início da Segunda Guerra dos Balcãs |
| Revolta de Ocrida-Debar (1913)                           | Reino da Grécia | - IMRO - Kachaks                                                                                             | Vitória - Supressão da revolta |
| Segunda Guerra Balcânica (1913)                          | - Reino da Romênia - Reino da Grécia - Reino de Montenegro Império Otomano                                                                                               | Reino da Bulgária                                                                                            | Vitória - Tratado de Bucareste (1913) |
| Campanha Balcânica (Primeira Guerra Mundial) (1914–1918) | - Reino de Montenegro - França (após 1915) - Reino Unido (após 1915) - Reino da Grécia (após 1917) - Reino da Itália (após 1915) - Império Russo (1916-1917)             | - Áustria-Hungria - Reino da Bulgária (após 1915) - Império Alemão (após 1915) - Império Otomano (1916–1917) | Vitória - Sérvia recupera seu território em 1918, ocupado desde 1915 - Proclamação da Assembleia de Podgorica em Montenegro da unificação com a Sérvia - Unificação das terras habitadas pelos eslavos da Áustria-Hungria com a Sérvia para formar a Iugoslávia - Tratado de Neuilly-sur-Seine |

## Equipamento militar

### Armamentos
Fonte: 
| Arma                              | Uso        | Notas                                                                                 |
| Rifles                            | Rifles     | Rifles                                                                                |
| --------------------------------- | ---------- | ------------------------------------------------------------------------------------- |
| Mauser-Koka                       | 1881–1907+ | 110,000 unidades. Conhecida como kokinka (pl. kokinke). Mauser Modelo 1871 atualizado |
| Mauser-Koka 1884                  | 1884–1918  | 4,000 unidades. M71/84 atualizado                                                     |
| Mauser M1890                      | 1912–1918  |                                                                                       |
| Mauser M1893 e Mauser Model 1903  | 1912–1918  |                                                                                       |
| Mauser M1899, M1899/07 e M1899/08 | 1899–1918  |                                                                                       |
| Mauser-Koka-Đurić                 | 1907–1918  | Mauser-Koka atualizado                                                                |
| Mauser Model 1910                 | 1910–1918  |                                                                                       |
| Berdan #1 e #2                    | 1890–1918  | 75,000 unidades. Conhecida como berdanka (pl. berdanci, berdanke).                    |
| Mauser Modelo 1889                | 1907–1918  | Conhecida como belgijanka (pl. belgijanke)                                            |
| Berthier M1907/15                 | 1915–1918  |                                                                                       |
| Gras M1874                        | 1880–1918  |                                                                                       |
| Lebel M1886                       | 1916–1918  |                                                                                       |
| Mosin–Nagant M1891                | 1914–1918  |                                                                                       |
| Metralhadoras                     |            |                                                                                       |
| Chauchat                          | 1916–1918  | 3,838 unidades                                                                        |
| Lewis                             | 1915–1918  |                                                                                       |
| Maxim                             | 1897–1918  | 2,500 unidades                                                                        |
| MG 08                             | 1911–1918  |                                                                                       |
| Schwarzlose                       | 1914–1918  | [ 3 ]                                                                                 |
| Revólveres e pistolas             |            |                                                                                       |
| Chamelot-Delvigne M1873 e M1874   | 1887–1918  |                                                                                       |
| Gasser M1870                      | 1883–1918  |                                                                                       |
| Nagant M1895                      | 1896–1918  |                                                                                       |
| Ruby M1914                        | 1916–1918  |                                                                                       |
| Granadas                          |            |                                                                                       |
| Vasić M12                         | 1904–1918  |                                                                                       |

## Uniformes e patentes

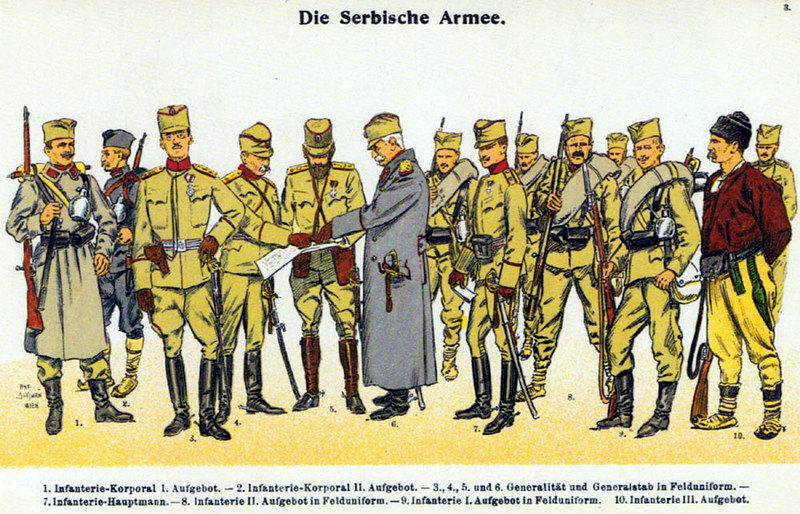
Uniformes de campo do Exército Real Sérvio, 1914.
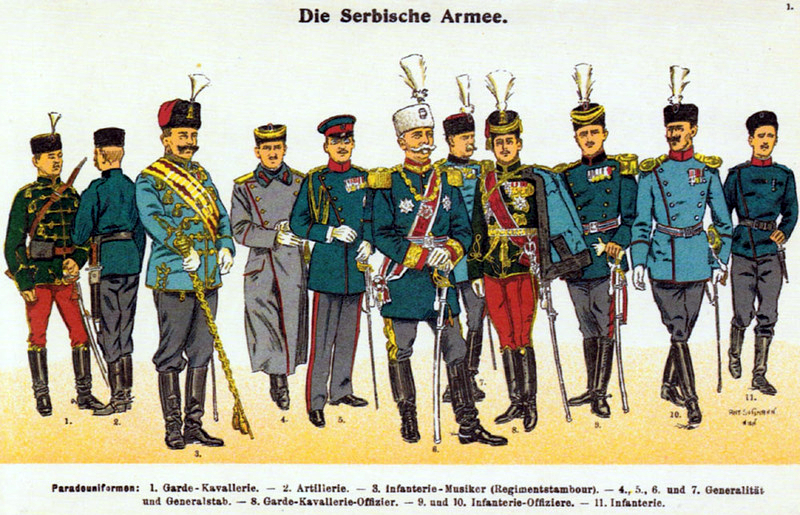
Uniformes de desfile do Exército Real Sérvio, 1914.
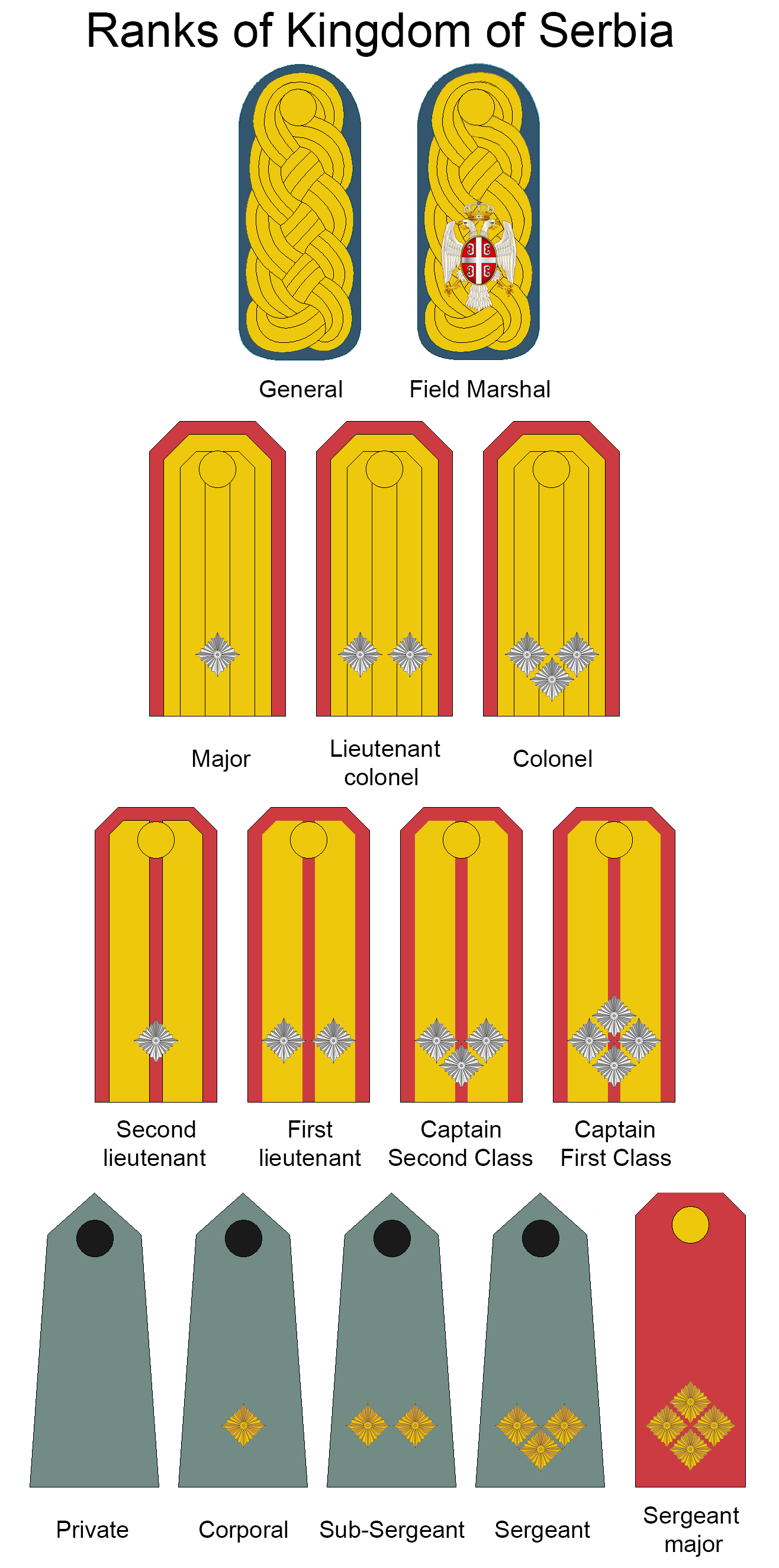
Patentes militares do Exército Real Sérvio.

#### Livros
- W. H. Crawfurd Price (1918). Serbia's Part in the War ... [S.l.]: Simpkin, Marshall, Hamilton, Kent & Company
- Milićević, Milić; Popović, Ljubodrag (2003). Генерали војске Кнежевине и Краљевине Србије. [S.l.]: Vojnoizdavački zavod
- Vasić, Pavle (1980). Uniforme srpske vojske: 1808-1918. [S.l.]: Jugoslavija
- Milkić, Miljan (2003). «Специфичности верског живота у војсци Кнежевине–Краљевине Србије». Војно дело

#### Jornais
- Mijalkovski, Milan. "Četničke (gerilske) jedinice Kraljevine Srbije–borci protiv terora turskog okupatora." Zbornik radova Instituta za savremenu istoriju 09 (2007): 59–81.
- Becić, Ivan M. "Ratni dugovi Kraljevine Srbije u svetlu politike." Istorija 20. veka 3 (2010): 45–56.
- Gavrilović, Dejan V. Fizičko vežbanje i vojska Kraljevine Srbije. Diss. Univerzitet u Beogradu-Fakultet sporta i fizičkog vaspitanja, 2016.
- Đorđević, Branislav D. "Training of the Serbian Army." Vojno delo 51.5-6 (1999): 149–165.
- Denda, Dalibor. "Српска војска у предвечерје епохе ратова 1912–1920." Zbornik radova Instituta za savremenu istoriju 12 (2014): 423–436.
- Đukić, Slobodan. "Contribution of the Military Academy to the development of military theory in Serbia in the second half of the 19th century and the first decade of the 20th century." Vojno delo 67.5 (2015): 401–425.
- Mladenović, Božica. "Vojska Kraljevine Srbije za vreme Balkanskih ratova u ogledalu nemačke štampe." Baština 22 (2007): 161–171.
- Barović, Vladimir. "Voluntary participation in the armed forces of the Kingdom of Serbia as a possible model of professionalization of the armed forces of the Republic of Serbia." Vojno delo 62.2 (2010): 348–360.
- Ivetić, Vladimir. Politička uloga ministara vojnih Kraljevine Srbije od 1903. do 1914. godine. Diss. University of Belgrade, Faculty of Political Sciences, 2013.

#### Simpósios
- Ratković–Kostić, Slavica (2010). «Vojska Kraljevine Srbije 1916. i 1917. godine. Organizacija i formacija» [Armed forces of the Serbian Kingdom 1916 and 1917. Organization and formation]. Belgrade. Prvi svetski rat i Balkan–90 godina kasnije, Tematski zbornik radova. Institut za strategijska istraživanja [First World War and the Balkans–90 years after, Collections of papers, Strategic Research Institute]: 101–117